# Oxbow (Dakota del Norte)
Oxbow es una ciudad ubicada en el condado de Cass en el estado estadounidense de Dakota del Norte. En el censo de 2010 tenía una población de 305 habitantes y una densidad poblacional de 279,72 personas por km².

## Geografía
Oxbow se encuentra ubicada en las coordenadas 46°40′19″N 96°48′7″O / 46.67194, -96.80194. Según la Oficina del Censo de los Estados Unidos, Oxbow tiene una superficie total de 1.09 km², de la cual 1.09 km² corresponden a tierra firme y (0%) 0 km² es agua.

## Demografía
Según el censo de 2010, había 305 personas residiendo en Oxbow. La densidad de población era de 279,72 hab./km². De los 305 habitantes, Oxbow estaba compuesto por el 100% blancos, el 0% eran afroamericanos, el 0% eran amerindios, el 0% eran asiáticos, el 0% eran isleños del Pacífico, el 0% eran de otras razas y el 0% pertenecían a dos o más razas. Del total de la población el 2.62% eran hispanos o latinos de cualquier raza.